# Caradrina warneckei
Caradrina warneckei là một loài bướm đêm trong họ Noctuidae.